# Andrei Sannikov
Andrei Olegovich Sannikov (em bielorrusso:  Андрэй Алегавіч Саннікаў, em russo:  Андрей Олегович Санников, 8 de Março de 1954) é um político, ex-diplomata e activista bielorrusso. Em 2010, foi candidato às eleições presidenciais.

## Biografia
No início dos anos 90, chefiou a delegação bielorrussa em negociações de armas nucleares e armas convencionais, também servindo como diplomata bielorrusso à Suíça.
Foi várias vezes detido, agredido e perseguido pelo regime de Aleksander Lukashenko, por causa do seu ativismo político. É casado com a jornalista bielorrussa Irina Khalip, também ativista, e têm 2 filhos.
Em 2008, Sannikov, juntamente com Viktor Ivashkevich, Mikhail Marynich e outros políticos, deram origem à campanha "Bielorrússia Europeia", que defende a integração do país na União Europeia.
Nas eleições de 19 de dezembro de 2010 foi candidato à presidência da Bielorrússia, com outros 9 candidatos, entre os quais se encontrava Lukashenko (que não participou num só debate televisivo) e preso, no mesmo dia, por participar numa manifestação para denunciar fraudes nos comícios.
Esse facto levou a que, a 14 de maio de 2011, fosse condenado a 5 anos de prisão pela "organização de distúrbios massivos contra a ordem pública". Além de ser agredido, torturado e ameaçado de morte, foi pressionado a abandonar a vida política.
A 14 de abril de 2012 foi libertado e perdoado por Lukashenko.